# Jean-Claude Vannier
Jean-Claude Vannier (* 1943 Courbevoie) je francouzský klavírista, hudební producent, skladatel a aranžér. Na klavír začal hrát coby samouk až v osmnácti letech. Je autorem hudby ke třem filmům režiséra Philippa Garrela – Divoká nevinnost (2001), Pravidelní milenci (2005) a Hranice úsvitu (2008). Skládal i hudbu ke snímkům jiných režisérů. Roku 2015 například složil hudbu k filmu Mikrob a Gasoil od Michela Gondryho. V říjnu roku 2006 odehrál v londýnském Barbican Centre koncert nazvaný L'enfant Assassin des Mouches & Melody Nelson, při němž coby hosté vystoupili například Jarvis Cocker, Mick Harvey a Gruff Rhys. Během své kariéry vydal řadu sólových alb a rovněž se podílel na nahrávkách jiných hudebníků, mezi něž patří například Françoise Hardyová, Mike Brant, Michel Polnareff a Georges Moustaki. Roku 2018 spolupracoval s americkým zpěvákem Mikem Pattonem. Rovněž vydal sbírku povídek Le club des inconsolables (1990).